# Clarendon (Québec)
Pour les articles homonymes, voir Clarendon.
Clarendon est une municipalité de village du Québec, située dans la municipalité régionale de comté de Pontiac et dans la région administrative de l'Outaouais.

## Histoire
Le canton de Clarendon qui a donné son nom au premier village et au bureau de poste (Clarendon Centre), en service entre 1852 et 1874, a été proclamé en 1833. Ce nom serait probablement tiré d'un vieux mot anglais au sens de colline de trèfle. À noter que Clarendon est un lieu rendu fameux en Angleterre, sous la dénomination de Clarendon Park, par les constitutions, genre de chartes, qui y ont été adoptées en 1164 et qui devaient définir les relations entre le roi d'Angleterre et l'Église. Il s'agit également d'un patronyme illustre, porté par l'un des grands historiens de l'Église au XVIIe siècle.

## Démographie
| 1991  | 1996  | 2001  | 2006  | 2011  | 2016  | 2021  |
| ----- | ----- | ----- | ----- | ----- | ----- | ----- |
| 1 489 | 1 474 | 1 340 | 1 248 | 1 183 | 1 256 | 1 392 |

## Administration
Les élections municipales se font en bloc pour le maire et les six conseillers.
| Clarendon Maires depuis 2001                                                                                         |                     |         |          |
| Élection | Maire               | Qualité | Résultat |
| 2001 | John Lang           |         | Voir     |
| 2005 | John Lang           | Voir    |          |
| 2009 | John Lang           | Voir    |          |
| 2013 | Terry Lloyd Elliott |         | Voir     |
| n/d | John Armstrong      |         | Voir     |
| 2017 | John Armstrong      | Voir    |          |
| 2021 | Edward Walsh        |         | Voir     |
| Élection partielle en italique Depuis 2005, les élections sont simultanées dans toutes les municipalités québécoises |                     |         |          |